# Fuga de Segòvia
Fuga de Segòvia és com es coneix la fugida del penal de Segòvia el 5 d'abril de 1976 de 29 presos polítics (24 d'ells militants d'ETA i cinc catalans del FRAP, FAC, MIL i PCE(i)) pel col·lector d'aigües fecals després d'haver cavat un túnel durant mesos, i que acabà amb l'arrest de 24 dels fugats, la mort en una trobada amb la Guàrdia Civil a Burguete (Navarra) d'Oriol Solé i Sugranyes i la fugida a França de quatre d'ells.

## Planificació
Ja el 1975 havien planificat la fuga, però els plànols i les fotografies del clavegueram del penal de Segòvia que havien aconseguit els presos van caure en mans de la policia gràcies a l'ajuda de l'infiltrat Mikel Lejarza. Uns mesos abans de la fuga, van aprofitar que els lavabos tenien doble paret per tal d'excavar el túnel, dissimulat amb una tapa feta de rajoles. El túnel donava al sistema de clavegueram de Segòvia, que després de recórrer uns 800 metres els duia a una zona industrial, on contactaren amb un comando exterior, organitzat per Miren Amilibia 
La planificació la van dur a terme principalment els presos d'ETA, que eren més organitzats. Els altres van dur a terme tasques de recollida d'informació. Entre els presos fugats hi havia Josep Lluís Pons Llovet i Oriol Solé i Sugranyes (MIL), Ramon Llorca i López i Carles García Solé (FAC), Frederic Sánchez Juliachs (PCE(i)), José Luis García Fernández de Lugo (LCR), Bixente Serrano Izko, Bittor Arana, Iñaki Garmendia Otamendi, Jose Angel Urtiaga Martinez, Ángel Amigo Quincoces, Iñaki Orbeta Berriatua Peru, Mikel Laskurain Mantilla, Koldo Aizpúrua Berasategi (encarregat d'excavar el túnel), Imanol Gaztelumendi Zabaleta, Josu Ibargutxi Sampedro, Jesús María Muñoa Galarraga, Fernando Izaguirre Izaguirre, Mikel Unanue Lobato, José Maria Yarza Echenique, Ramón Aurteneche Marcos, Joseba Begultistain Aranzasti, Ignacio Garosa Arambarri, Carmelo Garitoandia Garnacho, Enrique Gesalaga Larreta, Manuel Isasa Iturrioz, Iñaki Iturbi Totorica, Francisco Jaca Aranalde, Luis Armando Zabalo Bilbao i Juan María Zubimendi Imaz (ETA). Luis Lucio Lobato (PCE) hi era empresonat però no participà en la fuga.

## La fugida
Amagats en el tràiler d'un camió que carregava fusta, van viatjar des d'allí fins a Espinal, poble navarrès proper a la frontera, on es van amagar en una broda a l'espera d'un mugalari (contacte que els conduiria muntanya a través fins a França). Però algú es va equivocar en donar la contrasenya i el guia no es va presentar. Els evadits es posaren nerviosos i decidiren de tirar-se al bosc en plena nit i sense ajuda i la densa boira els va trair. Alhora, el fet que eren un grup nombrós en un camí de contrabandistes els impedia passar desapercebuts. Van ser interceptats per una patrulla de la guàrdia civil, que començà a disparar-los i el grup es dispersà en petites colles. En les 24 hores posteriors, Oriol Solé i Sugranyes fou mort en un tiroteig al bosc de Sorogain i el grup de 21 que anava amb ells decidí entregar-se. Els dies 7 i 8 d'abril tres etarres foren detinguts a Aoiz i a Itoiz. Els quatre que restaven (Carles García Solé, Mikel Laskurain, Koldo Aizpúrua i Jesús María Muñoa) s'amagaren a una casa a Espinal fins que pogueren passar la frontera. Un cop a França, foren confinats pel govern francès a l'illa de Yeu fins que es decretà l'amnistia del 1977 i pogueren tornar.

## Influència posterior
Ha estat la fuga més massiva que es recorda a Espanya, i va tenir certa repercussió internacional: Le Monde la va posar en primera pàgina i la va titular La grande evasión. Tot i la caiguda de la gran majoria dels fugats, va ser un cop molt dur per a la credibilitat del sistema repressiu postfranquista. El 1981 Imanol Uribe va rodar el film La fuga de Segovia amb ajut d'alguns dels que hi participaren, com Ángel Amigo. Darrerament ha estat protagonista d'un dels capítols de la sèrie documental Dies de Transició emès per TV3.